# Champétières
Champétières település Franciaországban, Puy-de-Dôme megyében. Lakosainak száma 283 fő (2022. január 1.). Champétières Chambon-sur-Dolore, Marsac-en-Livradois, Le Monestier és Saint-Ferréol-des-Côtes községekkel határos.

## Népesség
A település népességének változása:
| Lakosok száma | 244  | 261  | 276  | 272  | 273  | 271  | 275  | 279  | 283  |
|               | 2013 | 2015 | 2016 | 2017 | 2018 | 2019 | 2020 | 2021 | 2022 |